# Réveil des Oiseaux
Réveil des oiseaux (El despertar del ocells) és una obra per a piano i orquestra de l'any 1953 del compositor francès Olivier Messiaen.

## Origen de l'obra
Reveil des oiseaux va ser una encàrrec de Heinrich Strobel, que era el director del Festival de Donaueschingen. L'obra va ser estrenada per la orquestra Südwestfunk Baden-Baden i Yvonne Loriod al piano, sota la direcció de Hans Rosbaud el dia 11 d'octubre de 1953.
En els diaris de Messiaen es pot llegir com el compositor havia esta planejat una obra per a piano i orquestra basada en estructures numèriques complexes, però tot d'un plegat va rebutjar aquesta idea i la va substituir per una composició basada exclusivament en cants d'ocell.

## Inici d'un període compositiu
Tot hi que Messiaen ja havia utilitzat material de cant d'ocells que ell mateix transcrivia anteriorment com per exemple en el seu Quatuor pour la Fin du Temps de l'any 1941, l'obra Réveil des oiseaux obrirà un nou període compositiu que es basarà en la utilització de material basat en els cants d'ocells en les seves obres. Aquesta primera obra la seguiran Oiseaux exòtiques de l'any 1956, Catalogue d'Oiseaux de l'any 1958 i Chronochromie de l'any 1960. En totes aquestes peces, els cants de diferents ocells serà el material predominant, tot i que només en Revéil des oiseaux el material que utilitza prové exclusivament de cants d'ocells, tan melòdicament com rítmicament parlant.

## Messiaen i els ocells
"Dins la jerarquia artística, els ocells són probablement els millors músics que habiten el nostre planeta". Aquesta frase va ser pronunciada per Messiaen en un conversa amb Claude Samuel. Messiaen adorava la natura i durant molts anys es va dedicar a fer recerca sobre els cants de diverses espècies d'ocells. Per a ell, els cants d'ocells no eren només una font d'inspiració, sinó una forma de música en si mateixa: "La natura, els ocells! Aquestes són les meves passions. També són el meu refugi. En moments melancòlics, quan la inutilitat se’m revela brutalment. ¿Què més cal fer, llevat de buscar la veritable cara de la Natura, perdre’s en el bosc, en els camps, en les muntanyes, a la vora de la mar, entre els ocells? Per a mi, és aquí on viu la música: la música que és lliure, anònima, improvisada '.
Messiaen va fer diversos viatges per França amb la intenció de recol·lectar cants d'ocells. Al principi, els seus esforços es van veure obstaculitzats per la falta de coneixements ornitològics. L'avanç es va produir a l'abril de 1952 quan Jacques Delamain, un destacat expert en aus (així com el productor del conyac que encara porta el seu nom), el va introduir a l'ornitologia. En les seves observacions identificava els ocells amb binoculars i anotava ell mateix els cant, sense utilitzar cap mena de gravadora. De fet, no només anotava elements melòdics, sinó també aspectes relacionats amb el timbre, el lloc i la hora de les anotacions, així com l'hàbitat en què es trobava l'ocell. En alguns dels seus viatges el van acompanyar reconeguts ornitòlegs con Jacques Penot, Robert-Daneil Etchecopar o Henri Lomont. Més endavant també faria viatges a Nord Amèrica i el Japó per estudiar altres espècies més exòtiques. Els cants d'ocells utilitzats en Réveil des oiseaux es van recollir a la finca de Delamain entre Cougnat i Jarnac al sud-oest de França i en els boscos al voltant de Saint-Germain-en-Laye i Orgeval a l'extrem oest de París.

## La partitura

### Dedicatòries
Revéil des oiseaux presenta tres dedicatòries:
La primera és en memòria del ornitòleg Jacques Delamain qui va ajudar a Messiaen en els seus estudis sobre els ocells. La segona està dedicada a Yvonne Loriod, la pianista que va editar la part de piano, i finalment ho dedica  “a les merles, als tords, rossinyols, oriols, pit-rojos, tallarols, mosquiters i tots els ocells dels nostres boscos”